# Beroep onder de loep
Beroep onder de loep was een ludiek programma van de VMMa-jeugdzender vtmKzoom over beroepen die tot de verbeelding spreken. Er zijn twee jaargangen van het programma gemaakt, 2011 en 2012.

## Format
In elke aflevering van een twaalftal minuten gaat acteur-presentator Arne Vanhaecke telkens met een jonge kijker diens droomberoep ontdekken bij een (soms bekende) professional. Arne Vanhaecke bakt ze meestal bruin om komisch te tonen hoe het zeker niet moet en wordt vaak hard aangepakt.

## Afleveringen
Tot de beroepen die aan bod kwamen behoren:
acteur/actrice, architect, brandweerman, dierenarts, hartchirurg, hotelmanager, machinist, modeontwerper, paardentemmer, patissier, piloot, roadie, professioneel skateboarder, tv-presentator, zanger(es).